# Antidesma subbicolor
Antidesma subbicolor är en emblikaväxtart som beskrevs av François Gagnepain. Antidesma subbicolor ingår i släktet Antidesma och familjen emblikaväxter. Inga underarter finns listade i Catalogue of Life.